# Леонович, Иван Семёнович
Иван Семёнович Леонович (1920—1946) — Гвардии капитан Советской Армии, участник Великой Отечественной войны, Герой Советского Союза (1944).

## Биография
Иван Леонович родился 14 ноября 1920 года в деревне Слободка (ныне — Дзержинский район Минской области Белоруссии). После окончания средней школы работал учеником слесаря, слесарем на Минской кондитерской фабрике «Коммунарка». Параллельно с работой занимался в аэроклубе. В 1939 году Леонович окончил Харьковскую авиашколу Гражданского воздушного флота, после чего был лётчиком-инструктором в Сталинградском аэроклубе. В 1940 году Леонович был призван на службу в Рабоче-крестьянскую Красную Армию. В том же году он окончил Краснодарскую военную авиационную школу пилотов. С июня 1942 года — на фронтах Великой Отечественной войны.
К ноябрю 1944 года гвардии старший лейтенант Иван Леонович был заместителем командира эскадрильи 29-го гвардейского истребительного авиаполка 324-й истребительной авиадивизии 7-й воздушной армии Карельского фронта. К тому времени он совершил 330 боевых вылетов, принял участие в 50 воздушных боях, сбив 26 вражеских самолётов. В боях три раза был ранен.
Указом Президиума Верховного Совета СССР от 2 ноября 1944 года за «мужество и героизм, проявленные в воздушных боях с немецкими захватчиками» гвардии старший лейтенант Иван Леонович был удостоен высокого звания Героя Советского Союза с вручением ордена Ленина и медали «Золотая Звезда».
Участвовал в Параде Победы. Трагически погиб 13 января 1946 года — был сбит автомашиной на шоссе, ведущем в город Чехов Московской области. Первоначально был похоронен в деревне Волосово, в 1965 году перезахоронен в братской могиле на городском кладбище Чехова.
Был также награждён двумя орденами Красного Знамени, орденом Отечественной войны 2-й степени и рядом медалей.

## Комментарии
1. ↑  По другим источникам, Борисовский район Минской области. См.: Леонович Иван Семёнович // Герои Советского Союза: Краткий биографический словарь / Пред. ред. коллегии И. Н. Шкадов. — М.: Воениздат, 1987. — Т. 1 /Абаев — Любичев/. — С. 864. — 911 с. — 100 000 экз. — ISBN отс., Рег. № в РКП 87-95382.